# Garageamos/Adalas Omaet
Garageamos/Adalas Omaet è un singolo del duo musicale italiano Righeira, pubblicato nel 1989.

## Tracce
7" – 06 2034717 (Italia)
- Lato A

1. Garageamos – 3:54

- Lato B

1. Adalas Omaet – 3:16

12" – FL 8430 (Italia)
- Lato A

1. Garageamos (Garaje) – 5:24

1. Adalas Omaet – 3:16

- Lato B

1. Garageamos (Extended Version) – 6:20

## Formazione
Righeira
- Johnson Righeira – voce
- Michael Righeira – voce

Produzione
- Righeira – produzione
- Claudio Corradini – produzione

## Classifiche
| Classifica (1989) | Posizione massima |
| ----------------- | ----------------- |
| Italia            | 40                |